# کرئوسا
کرئوسا (به یونانی: Κρέουσα) نام چهار نفری است که در اسطوره‌های یونان از آنها یاد شده‌است .کرئوسا به تنهایی معنایی معادل «شاهزاده» دارد.

## نیلوفر ابی

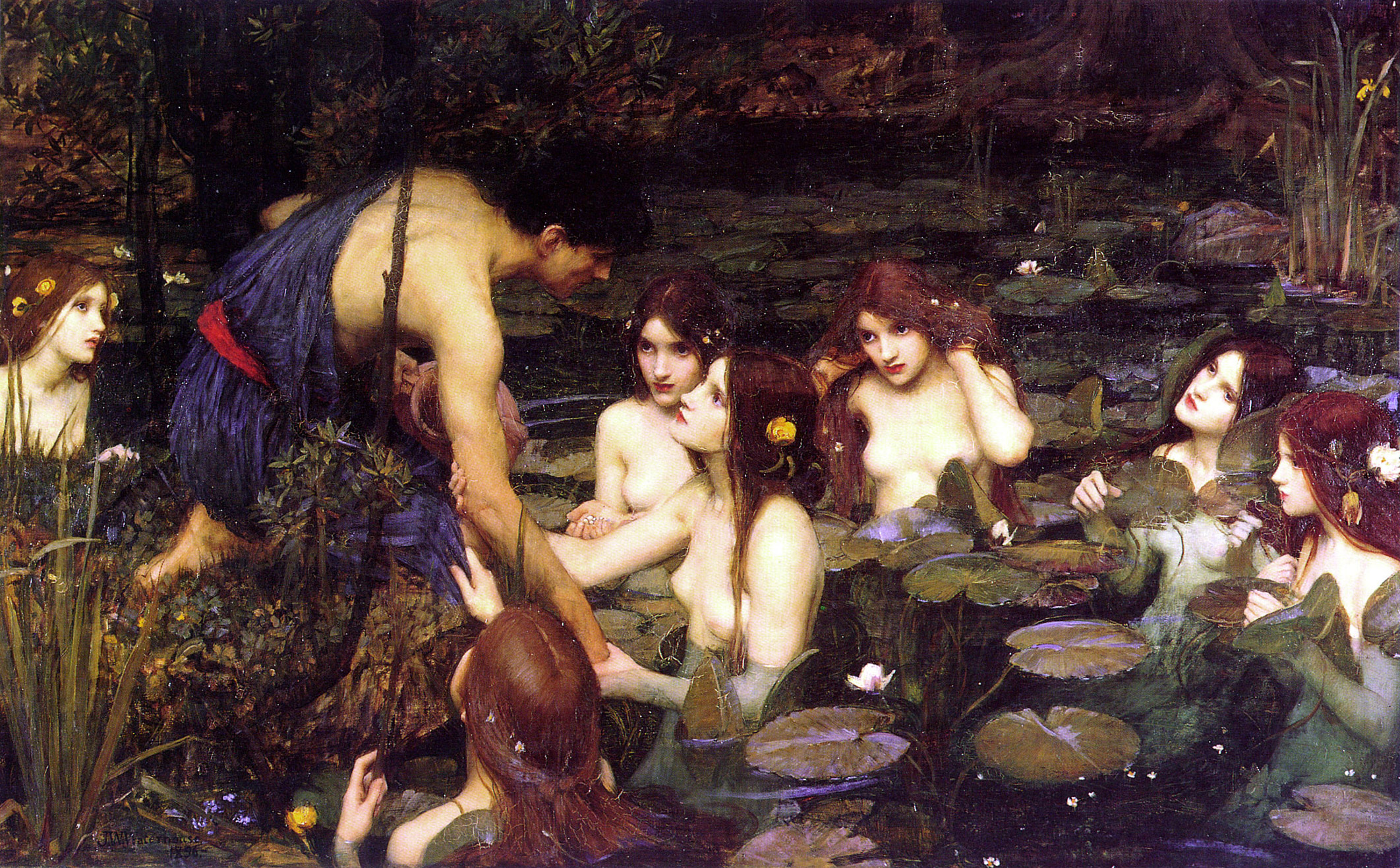
نیلوفر ابی یا هولاس با پوره

کرئوسا به عقیده پیندار شاعر یونانی سده ۵ (پیش از میلاد) نام نوعی نیلوفر ابی و در افسانه‌های یونان باستان حوری موجد دریاچه و رودخانه و دختر گایا از اولین الهه‌ها و ایزدبانوی زمین بوده‌است.
صحت این ادعا را می‌توان در نقاشی‌های جان ویلیام واترهاوس نقاش معروف بریتانیایی مشاهده کرد.

## کرئوسا دخترکرئون
کرئوسا دختر کرئون پادشاه تب در اسطوره‌های یونان است.

## کرئوسا دخترپریام
کرئوسا دختر پریام، همسر آینیاس، مادر اسکانیوس است. ویرژیل شاعر روم باستان در منظومه حماسی انه‌اید به مرگ کرئوسا در ماجرای اشغال تروآ به‌دست یونانیان اشاره کرده‌است.

## کرئوسا دخترارختئوس
کرئوسا دختر ارختئوس پادشاه افسانه‌ای آتن است. که به منظور محافظت از آتن بخشوده شد و به سرنوشت شوم خواهران خود دچار نشد و زنده ماند چرا که او نوزاد بود.
کرئوسا همسر کسوتوس و مادر آخایوس پسر، ودیومد دختر و احتمالاً یون پسر است.